# Agrotis pseudoplecta
Agrotis pseudoplecta är en fjärilsart som beskrevs av Pieter Cornelius Tobias Snellen 1879. Agrotis pseudoplecta ingår i släktet Agrotis och familjen nattflyn. Inga underarter finns listade i Catalogue of Life.